# Gagrella mindanaoensis
Gagrella mindanaoensis is een hooiwagen uit de familie Sclerosomatidae.